# Eleonora Montagnana
Eleonora Montagnana (Trieste, 13 giugno 1990) è una violinista e attrice italiana, conosciuta in ambito pop per la collaborazione con diversi artisti tra cui Nek, Paola Turci, Loredana Bertè, Vasco Rossi e altri.

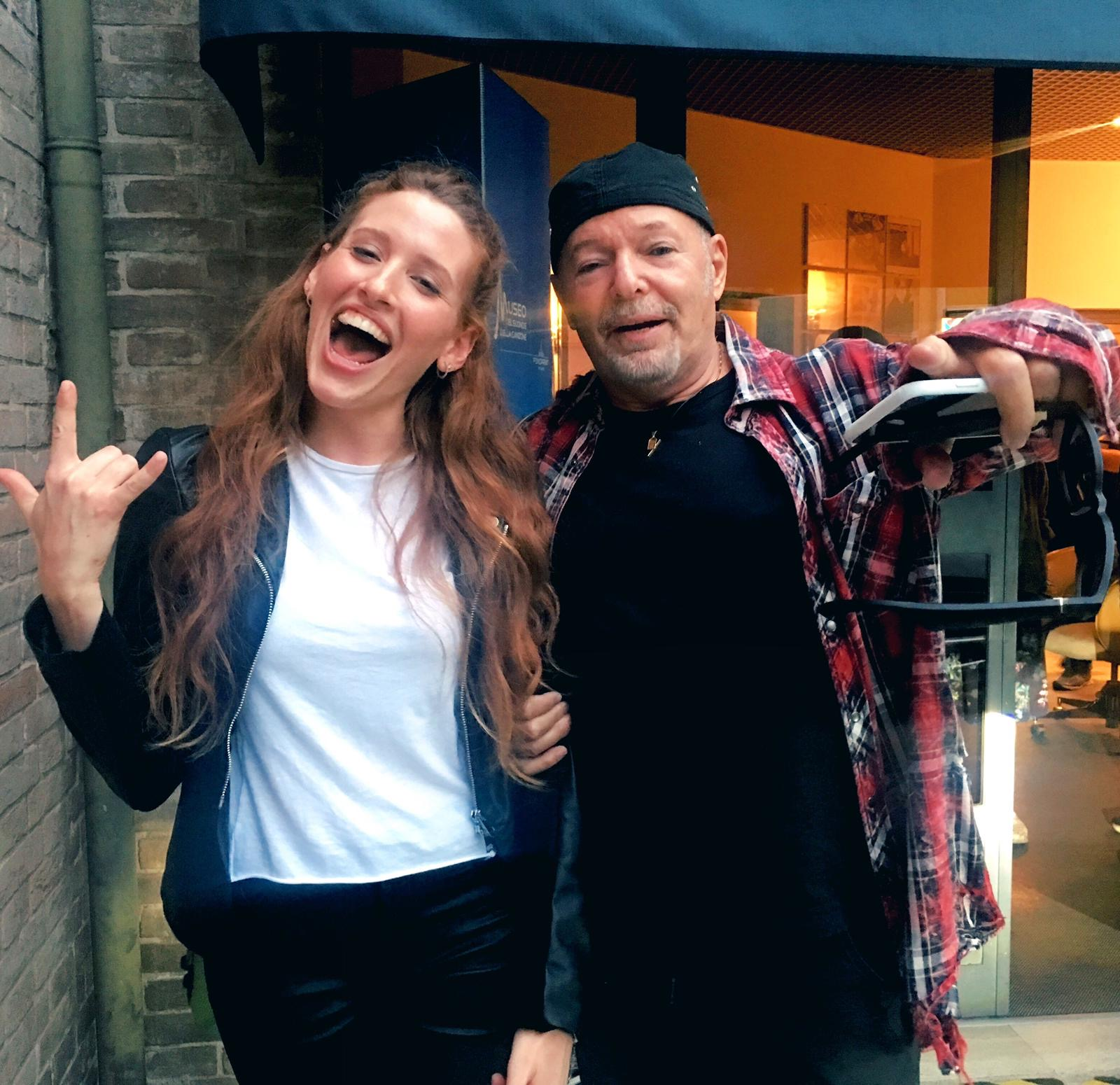
Eleonora Montagnana con Vasco Rossi

È conosciuta anche col nome d'arte di Orange.

## Biografia
Eleonora Montagnana nasce a Trieste nel 1990, penultima di sei fratelli. Già in giovane età si avvicina al violino e successivamente si iscrive al conservatorio dove ottiene il diploma nel 2012. Si trasferisce quindi a Bologna nel 2013 dove si iscrive alla scuola di teatro Galante Garrone, diplomandosi nel 2015.
Inizia la sua carriera nell’ambito della musica classica, suonando in orchestre come l’Orchestra del Teatro Comunale di Bologna, l’Orchestra Filarmonica di Bologna, l’Orchestra Giovanile Italiana, l’Orchestra Cherubini (diretta da Riccardo Muti), l’Orchestra Filarmonica Italiana e altre.
È anche pittrice e nel 2017 ha esposto le sue opere nella mostra personale Pittura, Musica ed Anima a Pianoro. È attiva sul social network TikTok.

### La carriera come violinista
Dopo l'inizio nella musica classica, prosegue la carriera in ambito pop specializzandosi nel violino elettrico e componendo alcuni brani tra cui Orange Tree.
Nel 2015 suona con Ezio Bosso, conosciuto durante i suoi studi a Bologna. Nel 2017 suona nell’Orchestra del Festival di Sanremo. Dal 2018 entra stabilmente nell’orchestra del programma televisivo La corrida, condotto da Carlo Conti.
È conosciuta in ambito pop per molte incisioni e collaborazioni con vari artisti tra cui Vasco Rossi (appare nel videoclip del brano Se ti potessi dire), Paola Turci, Le Vibrazioni, Piero Pelù (nell’assolo di Pugili Fragili), i The Kolors e altri.
Nel 2021 pubblica, insieme al produttore e compositore Filippo De Paoli, l'album Contrasti.

### Cinema e televisione
Nel 2016 appare al fianco di Giancarlo Giannini e Naike Rivelli nel cortometraggio Mamma non vuole di Antonio Pisu. Il film, girato a Bologna, tratta della controversa sindrome da alienazione genitoriale nell'ambito di una separazione conflittuale. Lo stesso anno recita in Si muore solo da vivi, con Alessandro Roja, Alessandra Mastronardi e la regia di Alberto Rizzi, distribuito da Fandango.
Nel 2017 è Claudia in Smartphone, quinto episodio della sesta stagione della fiction L'ispettore Coliandro diretta dai Manetti Bros.

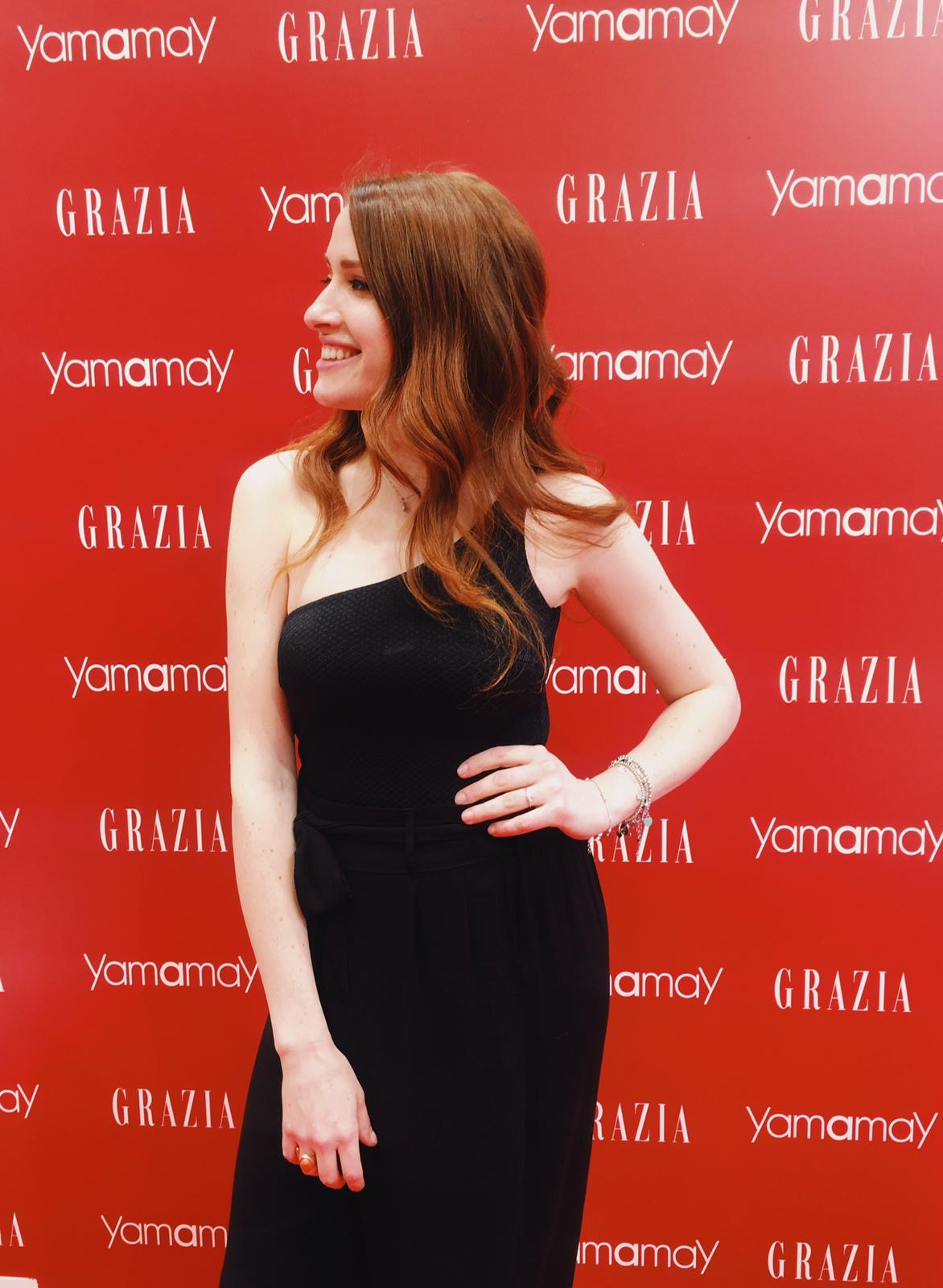
Eleonora Montagnana a un evento Grazia e Yamamay

Nel 2019 appare nel cortometraggio Il fagotto di Giulia Giapponesi.

## Filmografia

### Cinema
- Mamma non vuole, regia di Antonio Pisu – cortometraggio (2016)
- Si muore solo da vivi, regia di Alberto Rizzi (2016)
- Il fagotto, regia di Giulia Giapponesi (2019)
- Diabolik - Chi sei?, regia dei Manetti Bros. (2023)

### Televisione
- L'ispettore Coliandro - serie TV, episodio 6x05 (2017)

### Videoclip
- Se ti potessi dire - Vasco Rossi (2019)

## Discografia

### Singoli
- 2019 - Orange Tree
- 2021 - Overture (con Filippo De Paoli)

### Collaborazioni
- 2018 - Frida (mai, mai, mai), dei The Kolors
- 2018 - Amore Zen, de Le Vibrazioni feat. Jake La Furia
- 2019 - Se ti potessi dire, di Vasco Rossi
- 2020 - Pugili fragili, di Piero Pelù

### Album in studio
- 2021 - Contrasti (con Filippo De Paoli)